# Kerkwijk
Kerkwijk (51° 46′ N, 5° 13′ L) é uma cidade dos Países Baixos, na província de Guéldria. Kerkwijk pertence ao município de Zaltbommel, e está situada a 11 km, a noroeste de 's-Hertogenbosch.
Em 2001, a cidade de Kerkwijk tinha 208 habitantes. A área urbana da cidade é de 0.066 km², e tem 72 residências. 
A área de Kerkwijk, que também inclui as partes periféricas da cidade, bem como a zona rural circundante, tem uma população estimada em 360 habitantes.